# Glaphyria matanzalis
Glaphyria matanzalis is een vlinder uit de familie van de grasmotten (Crambidae). De wetenschappelijke naam van de soort is voor het eerst gepubliceerd in 1920 door William Schaus.
De soort komt voor in Cuba.